# Syrphoctonus decoratus
Syrphoctonus decoratus är en stekelart som först beskrevs av Cresson 1879.  Syrphoctonus decoratus ingår i släktet Syrphoctonus och familjen brokparasitsteklar. Inga underarter finns listade i Catalogue of Life.